# 高岡市立成美小学校
高岡市立成美小学校（たかおかしりつ せいびしょうがっこう）は、富山県高岡市にある公立小学校。